# 孙武祠

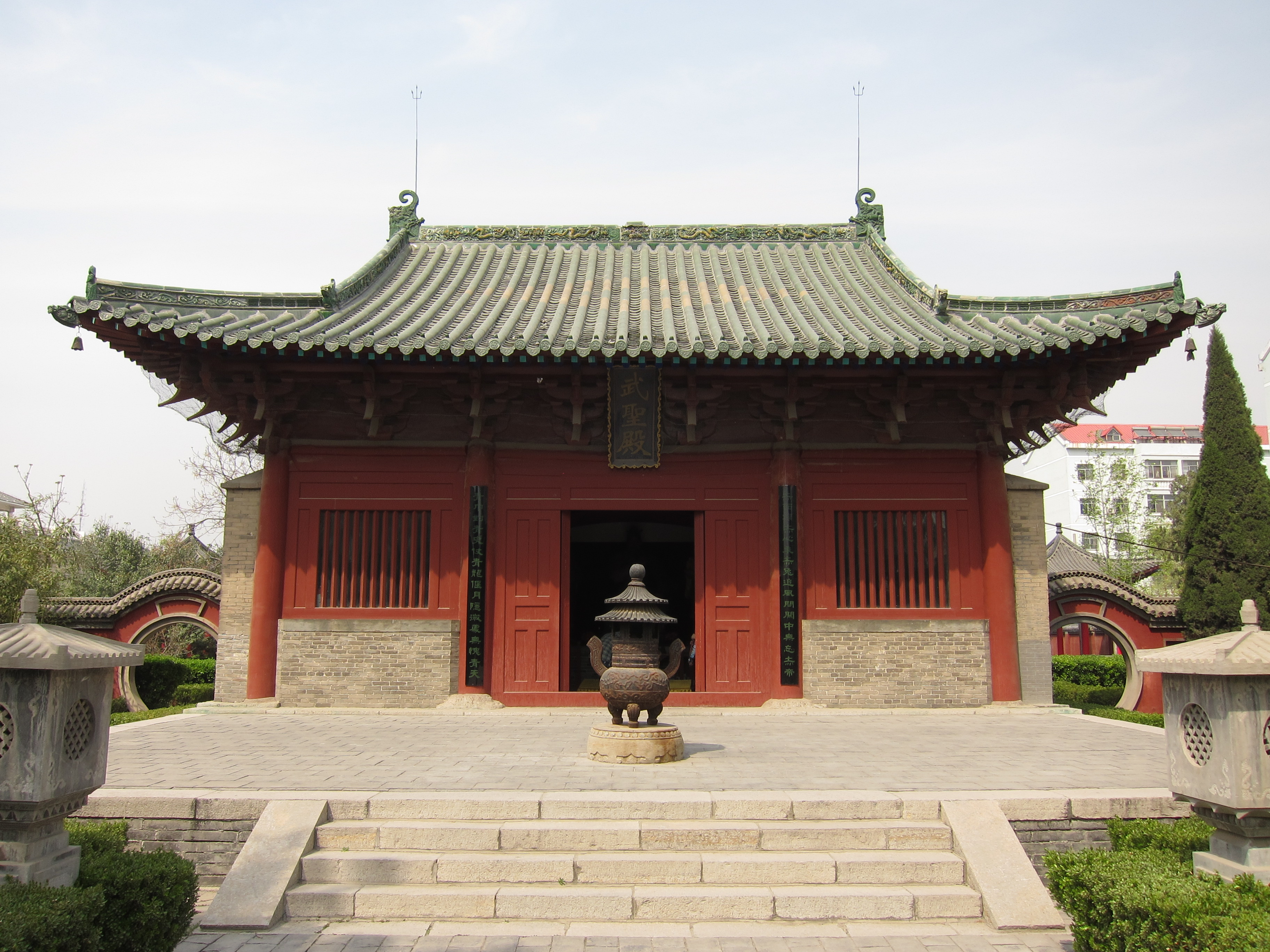
主祀殿“兵圣殿”始建于南宋建炎二年（1128年），也就是全国重点文物保护单位“广饶关帝庙大殿”

孙武祠，坐落在中国山东省东营市广饶县的一座纪念春秋時期軍事家、政治家、兵家代表人物孙武的祠堂。孙武祠的主祀殿“兵圣殿”始建于南宋建炎二年（1128年），也就是全国重点文物保护单位“广饶关帝庙大殿”。该祠现为东营市历史博物馆的组成部分，地址位于广饶县县城月河路270号。

## 历史
孙武祠的主祀殿称“兵圣殿”，又称“南宋大殿”，据清嘉庆五年（1800年）《重修乐安关帝庙碑》记载始建于南宋建炎二年（1128年），历代均有所修葺。南宋大殿原属寺名无考，明清时期称关帝庙，因此大殿也被称为“关帝庙大殿”或“关帝庙正殿”。大殿作为古迹最早载入明万历乐安县志，根据地方志记载，金代承安、泰和年间首次维修；明代成化二十二年（1486年）重修，弘治十一年（1498年）新铸关羽铜像，嘉靖二十年（1541年）在大殿后建三义堂，隆庆、万历年间大殿均曾重修，并在二门左兴建钟楼；清代康熙、雍正年间拓地28亩在三义堂后建春秋楼，道光二十三年（1843年）建后殿暨观剧台，同治六年（1867年）重修春秋楼。该庙大殿前后的配套建筑自明代开始增建，至清道光年间发展成鲁北最大的关帝庙寺院，并且香火极盛。清末民初，大殿前后的配套建筑逐渐废圮，到文化大革命后期，春秋楼、三义堂等配套建筑已被全部拆除。
1956年，广饶县进行第一次文物普查，关帝庙大殿被识别为古建筑:64。关帝庙庙址南北长130余米，东西宽76米，除了南宋大殿，仍有明清时兴建的春秋楼、三义堂、东西厢房和戏楼等配套建筑。1965年6月，文化部古代建筑修整所对关帝庙正殿进行全面勘察、测绘。1975年6月，惠民地区革命委员会政治部拨专款及木材维修关帝庙正殿。1977年12月，关帝庙正殿“南宋大殿”被公布为山东省第一批重点文物保护单位:10-13。1981年5月，山东省文化厅拨款维修南宋大殿:14。1985年8月，广饶县财政局拨款给广饶县博物馆翻修南宋大殿顶部:19。1986年6月，中共广饶县委决定将关帝庙旧址内的县委党校迁址建新校，而县博物馆迁入关帝庙旧址。1988年，中共广饶县委党校从原广饶关帝庙旧址迁出，关帝庙旧址由广饶县博物馆接收，占地面积6652平方米，建筑面积约1590平方米:25,94。
1989年2月，东营市长李殿魁到广饶县博物馆视察，建议为南宋大殿建设一组仿古建筑作为配套建筑:26。1991年8月15日，广饶县孙子研究中心办公室和广饶县博物馆委托清华大学建筑设计院教授吴焕加规划设计博物馆孙武祠建筑方案。8月27日，广饶县博物馆（孙武祠）翻修指挥部成立。10月，除关帝庙大殿及民国门之外，广饶县博物馆的所有建筑均被拆除，原址新建孙武祠（既广饶县博物馆新馆）:30。1992年3月30日，由山东工艺美术学院制作的仿铜孙武像、壁画及《孙子兵法》十三篇仿制木简在南宋大殿安装。8月12日，高3米的孙武汉白玉雕塑在孙武祠落成:31-32。
1993年5月，东营市历史博物馆以广饶县博物馆为基础建立，与广饶县博物馆、广饶县孙子研究中心办公室以“一个机构三块牌子”的方式管理:4-6。1993年6月，广饶县政府决定拆除孙武祠门前3户民居及县政府一排宿舍，兴建门前广场。8月，包括大门、二门及7幢展室在内的孙武祠主体工程竣工。1994年4月22日，举办孙武祠暨东营市历史博物馆落成典礼，东营市历史博物馆正式开馆。馆内布置有《孙武故里考证资料》、《孙武书画》、《历史文物》等6个展览:33-35。1996年4月，博物馆在孙武祠二门两侧制作宣传橱窗。11月20日，“广饶关帝庙大殿”被国务院公布为第四批全国重点文物保护单位。1997年10月，山东省文物工程公司对关帝庙大殿进行维修，更换了部分房屋构架，并重新铺设了殿前月台。1998年4月至6月，由市财政拨款兴建文物库房及《孙子兵法》十三篇刻瓷长廊。8月，广饶县政府批复博物馆展室房屋全面维修方案，大门、二门及西套院的房顶屋面仍使用绿色琉璃瓦，第一套院及关帝庙大殿院的东西厢房改用金黄色琉璃瓦:38-41。2001年11月，关帝庙大殿重新安放关羽、关平和周仓塑像:51。
2002年，东营市历史博物馆开始兴建新的展厅综合楼:7,51，2003年10月15日，展厅综合楼投入使用:41，孙武祠与展厅综合楼成为东营市历史博物馆的两个组成部分。2003年11月，博物馆向广饶县政府提出恢复建设原关帝庙的配套建筑三义堂、春秋楼:18。2004年9月25日，关帝庙配套工程动开工，12月主体施工完成，2005年4月开始内外装修，8月30日竣工，兴建三义堂、春秋楼、北门、东西碑廊、四角亭及院墙等仿宋建筑:10-13,20:23-24。2004年11月，博物馆馆藏32块石刻碑被安放到三义堂和春秋楼两侧新建的石刻碑廊中:15。2005年4月，关帝庙恢复方案被放弃，确定孙武祠仍以孙武为纪念主题，并进行改造:8-9。2005年8月，在博物馆广场前往孙武祠路的西首安装石牌坊，在兵圣殿前两侧安装一对青石宫灯:25。2005年，为迎接“中国广饶·孙子国际文化节”，对孙武祠南大门及西北院展室屋面进行维修，对孙武祠庭院进行绿化，并整修孙武祠门前广场及公路，关帝庙大殿内的关羽像被安放到展厅综合楼大厅，关帝庙大殿内重新摆放孙武雕塑:26-31,36，孙武祠举行扩建后占地21亩。2013年5月，孙武祠开始对公众免费开放:3。

## 建筑
孙武祠是一组坐北朝南的仿宋式建筑群落，共有四进院落，各建筑均对称分布。沿中轴线自南向北依次为大门、兵圣殿、二门、圣迹堂、藏书阁和北门。大门也就是南门，是一座庑殿式建筑。进入大门为南院，正中立有一尊高3.2米的汉白玉孙武雕像，两侧厢房为卷棚式仿古建筑，南院与北院间以歇山式仿宋门庭相通，山门洞内壁刻有周维衍撰写的《孙武故里考简记》。兵圣殿为孙武祠正殿，原为始建于南宋的关帝庙大殿。二门两侧展廊为长42.7米、高0.9米的《孙子兵法》十三篇巨幅刻瓷，刻瓷分作141块板面，嵌贴423块瓷板，为淄博市淄川区刻瓷艺术家常宗林父子刻制并赠予孙武祠收藏和展出。圣迹堂为2005年复建的关帝庙三义堂，内陈列有孙武行迹沙盘及“三十六计”图录等。藏书阁为2005年复建的关帝庙春秋楼，陈列有兵书、史籍等图书2000余册。圣迹堂和藏书阁西边为长35米的碑廊，立有27方专家学者的题词石碑。

## 展览

### 展厅综合楼建成前
1988年，广饶县博物馆迁入关帝庙旧址，不久原馆内于1983年由广饶县文物组《革命文物展》改造而来的《中共广饶县党史展》随之迁入。1989年，广饶县博物馆制作15个展柜，系统展出了124件馆藏文物，为该馆的第一个基本陈列。1990年5月，以馆藏明星书画举办第一届《明清书画精品展》。1992年10月，在刚落成的展室内举办为期三个月的《孙武故里考证资料展》、《孙武书画展》和《孙武塑像、圣绩及古兵器展》:93-96。
1994年4月，孙武祠暨东营市历史博物馆正式落成开放，第一展室为《孙武故里考证资料展》，主要包括孙书食采乐安邑、专家学者论证掠影和孙武故里辨误三部分内容；第二展室为《孙武书画展》，主要展出党政军领导人、著名书画家及学者专家有关孙武的书画作品；第三展室也就是原关帝庙大殿，为《孙武塑像、圣绩及古兵器展》，室内有孙武像、《孙子兵法》仿制木简、孙武生平壁画及仿制先秦兵器等；第四展室为《广饶县历史文物陈列》，基本延续了1989年时的展陈内容，文物有所增加；第五展室为《中共广饶县党史展》，沿用了1983年版，并增加部分展出文物；第六展室为《<孙子兵法>十三篇巨幅刻瓷展》，为1993年由淄博市刻瓷艺术家制作而成:96-98。孙武祠匾额由时任中央军委副主席、国防部长迟浩田题写。
1997年，关帝庙大殿维修，《孙武塑像、圣绩及古兵器展》被撤销；山东省文物局拨款于关帝庙大殿后搭建简易棚，为佛教石造像展廊。1998年，博物馆对《中共广饶县党史展》的展陈方式进行了更新改造，第六展室的巨幅刻瓷移动到二门两侧为《孙子兵法》十三篇巨幅刻瓷展廊。1999年，第六展室改为《广饶县庆祝建国50周年成就展》，主要为喷绘图画及照片。2000年，第一展室《孙武故里考证资料展》大幅调整后改称《孙子资料展》，分春秋乐安育兵圣、故里谱写新篇章和兵学圣典耀古今三部分。2001年，关帝庙大殿内放入关羽、关平和周仓像:96-99。

### 展厅综合楼建成后
2003年7月，东营市历史博物馆展厅综合楼即将开放，孙武祠内大部分文物均移入新展厅综合楼布展，10月展厅综合楼正式向公众开放:40-41。自2001年开始，已计划将孙武祠恢复为关帝庙，并复建了三义堂、春秋楼等配套建筑，但2005年为配合“中国广饶·孙子国际文化节”的举行，改变改造计划，重新规划布展为孙武祠。2005年5月，东营市历史博物馆决定在孙武祠举办《孙武生平展》、《孙武资料展》、《孙武书画展》、《广饶历代将军展》、《兵法战例展》、《孙武研究成果展》、《古代兵器展》和《兵书资料展》，关帝庙大殿改为兵圣殿，新建三义堂改为圣迹堂，春秋楼改为藏书阁:33-34。博物馆为《孙武生平展》订制景观沙盘4座，为《兵法战例展》订制景观沙盘4座，为兵圣殿内订制2.5米高多元树脂材质孙武雕像一尊，为《广饶历代将军展》订制孙武、李左车、秦纮、綦公直、成其范、邓天一、李玉堂、李延年、张太恒、丁莱夫等将军半身像10尊，8月底全部到货。6月30日，孙武祠正式开始布展，8月底完工:36-39。